# Setodes orestes
Setodes orestes is een schietmot uit de familie Leptoceridae. De soort komt voor in het Oriëntaals gebied.